# Нова критика
«Нова критика» (англ. New Criticism) — течія в літературній критиці середини XX століття, різновид формального методу в літературознавстві.

## США
«Нова критика» в США сформувалася в 1930-і роки і стала домінуючою в 1940-50-і. Теоретичні основи течії заклав Аллен Тейт та інші автори, а свою назву вона отримала за книгою Джона Ренсома The New Criticism.
Основним методом аналізу тексту з точки зору «Нової критики» є «глибоке прочитання» (англ. Close reading) - всебічне розкриття частинного і загального змісту кожної фрази, дослідження символіки, образної системи і глибинних мотивів, закладених автором в твір.
Замкнутість «Нової критики» виключно на літературному творі і ігнорування особистості автора та історико-соціального контексту обумовило недоліки методології і подальшу кризу течії.

## Франція
«Нова критика» у Франції виникла в 1950-і роки і стала результатом застосування в літературознавстві принципів структуралізму. Теоретичні основи французького напрямку заклав Ролан Барт.
До початку 1970-х років французька «Нова критика» поєднувала в собі безліч методологічних напрямків: аналіз внутрішньої структури творів, особливостей поетичного мовлення, розповіді і організації сюжету.